# Маламир
Маламир — канасюбиги (хан) Болгарии (831—836), самый младший сын хана Омуртага.
У Омуртага было трое сыновей — Енравота (Боян), Звиница и Маламир. Он лишил трона самого старшего сына — Енравоту, из-за его христианской веры. Средний сын Звиница умер при жизни Омуртага. Таким образом трон достался самому младшему сыну — несовершеннолетнему Маламиру. Фактически страной правит регентом боил-кавхан Исбул.
Во время правления Маламира продолжаются гонения на христиан. Был казнен самый старший сын Омуртага — Енравота, ставший первым болгарским мучеником.
В 836 г. Маламир умер или, возможно, был убит, и престол перешёл к его племяннику Пресиану, сыну Звиницы.